# Buxus macrocarpa
Buxus macrocarpa är en buxbomsväxtart som beskrevs av René Paul Raymond Capuron. Buxus macrocarpa ingår i släktet buxbomar, och familjen buxbomsväxter. Inga underarter finns listade i Catalogue of Life.